# منتخب الغابون لكأس ديفيز
منتخب الغابون لكأس ديفيز هو ممثل الغابون الرسمي في كرة المضرب في كأس ديفيز.